# Ribera d'Urgellet
Ribera d'Urgellet là một đô thị trong tỉnh Lérida, cộng đồng tự trị Cataluña Tây Ban Nha. Đô thị Ribera d'Urgellet có diện tích là 107 ki-lô-mét vuông, dân số năm 2009 là 982 người với mật độ 9,18 người/km². Đô thị Ribera d'Urgellet có cự ly km so với tỉnh lỵ Lérida.